# Eisschnelllauf-Einzelstreckenweltmeisterschaften 2019
Die 19. Eisschnelllauf-Einzelstreckenweltmeisterschaften wurden vom 7. bis zum 10. Februar 2019 in der Max Aicher Arena in Inzell, Deutschland ausgetragen.

## Bilanz

### Medaillenspiegel
| Platz  | Land               | Gold | Silber | Bronze | Gesamt |
| ------ | ------------------ | ---- | ------ | ------ | ------ |
| 1      | Niederlande        | 8    | 6      | 2      | 16     |
| 2      | Vereinigte Staaten | 2    | –      | 1      | 3      |
| 3      | Tschechien         | 2    | –      | –      | 2      |
| 4      | Norwegen           | 1    | 3      | –      | 4      |
| 5      | Japan              | 1    | 2      | 2      | 5      |
| 6      | Österreich         | 1    | 1      | –      | 1      |
| 7      | Russland           | 1    | –      | 10     | 11     |
| 8      | Südkorea           | –    | 2      | 1      | 3      |
| 9      | Kanada             | –    | 2      | –      | 2      |
| Gesamt | Gesamt             | 16   | 16     | 16     | 48     |

### Medaillengewinner
Zeigt die drei Medaillengewinner der einzelnen Distanzen.

#### Frauen
| Distanz        | Gold                                                 | Silber                                             | Bronze                                                           |
| -------------- | ---------------------------------------------------- | -------------------------------------------------- | ---------------------------------------------------------------- |
| 500 Meter      | Vanessa Herzog                                       | Nao Kodaira                                        | Konami Soga                                                      |
| 1000 Meter     | Brittany Bowe                                        | Vanessa Herzog                                     | Nao Kodaira                                                      |
| 1500 Meter     | Ireen Wüst                                           | Miho Takagi                                        | Brittany Bowe                                                    |
| 3000 Meter     | Martina Sáblíková                                    | Antoinette de Jong                                 | Natalja Woronina                                                 |
| 5000 Meter     | Martina Sáblíková                                    | Esmee Visser                                       | Natalja Woronina                                                 |
| Massenstart    | Irene Schouten                                       | Ivanie Blondin                                     | Jelisaweta Kaselina                                              |
| Teamsprint     | NiederlandeJanine Smit Letitia de Jong Jutta Leerdam | KanadaKali Christ Kaylin Irvine Heather McLean     | RusslandOlga Fatkulina Angelina Golikowa Darja Katschanowa       |
| Teamverfolgung | JapanMiho Takagi Nana Takagi Ayano Satō              | NiederlandeIreen Wüst Antoinette de Jong Joy Beune | RusslandJewgenija Lalenkowa Natalja Woronina Jelisaweta Kaselina |

#### Männer
| Distanz        | Gold                                                | Silber                                                      | Bronze                                                        |
| -------------- | --------------------------------------------------- | ----------------------------------------------------------- | ------------------------------------------------------------- |
| 500 Meter      | Ruslan Muraschow                                    | Håvard Holmefjord Lorentzen                                 | Wiktor Muschtakow                                             |
| 1000 Meter     | Kai Verbij                                          | Thomas Krol                                                 | Kjeld Nuis                                                    |
| 1500 Meter     | Thomas Krol                                         | Sverre Lunde Pedersen                                       | Denis Juskow                                                  |
| 5000 Meter     | Sverre Lunde Pedersen                               | Patrick Roest                                               | Sven Kramer                                                   |
| 10.000 Meter   | Jorrit Bergsma                                      | Patrick Roest                                               | Danila Semerikow                                              |
| Massenstart    | Joey Mantia                                         | Um Cheon-ho                                                 | Chung Jae-won                                                 |
| Teamsprint     | NiederlandeRonald Mulder Kjeld Nuis Kai Verbij      | SüdkoreaKim Jun-ho Kim Tae-yun Cha Min-kyu                  | RusslandPawel Kulischnikow Ruslan Muraschow Wiktor Muschtakow |
| Teamverfolgung | NiederlandeSven Kramer Douwe de Vries Marcel Bosker | NorwegenHåvard Bøkko Sverre Lunde Pedersen Sindre Henriksen | RusslandAlexander Rumjanzew Danila Semerikow Sergei Trofimow  |

## Ergebnisse

### Frauen

#### 500 Meter
| Platz | Name              | Land               | Zeit    |
| ----- | ----------------- | ------------------ | ------- |
| 1     | Vanessa Herzog    | Österreich         | 37,12 s |
| 2     | Nao Kodaira       | Japan              | 37,20 s |
| 3     | Konami Soga       | Japan              | 37,60 s |
| 4     | Angelina Golikowa | Russland           | 37,69 s |
| 5     | Olga Fatkulina    | Russland           | 37,76 s |
| 6     | Brittany Bowe     | Vereinigte Staaten | 37,77 s |
| 7     | Maki Tsuji        | Japan              | 37,85 s |
| 8     | Darja Katschanowa | Russland           | 37,89 s |
| 9     | Jekaterina Aidowa | Kasachstan         | 38,03 s |
| 10    | Heather McLean    | Kanada             | 38,05 s |

Datum: 8. Februar 2019
Seit 2016 war die amtierende 500-Meter-Weltmeisterin Nao Kodaira über die Sprintstrecke 37 Rennen lang ungeschlagen geblieben. In Inzell unterbrach Vanessa Herzog diese Serie und lief mit 37,12 Sekunden acht Hundertstel schneller als Kodaira. Sie wurde damit nach Emese Hunyady die zweite österreichische Eisschnelllauf-Weltmeisterin.

#### 1000 Meter
| Platz | Name                 | Land                | Zeit        |
| ----- | -------------------- | ------------------- | ----------- |
| 1     | Brittany Bowe        | Vereinigte Staaten  | 1:13,41 min |
| 2     | Vanessa Herzog       | Österreich          | 1:14,38 min |
| 3     | Nao Kodaira          | Japan               | 1:14,44 min |
| 4     | Miho Takagi          | Japan               | 1:14,58 min |
| 5     | Jutta Leerdam        | Niederlande         | 1:14,63 min |
| 6     | Antoinette de Jong   | Niederlande         | 1:14,70 min |
| 7     | Jekaterina Schichowa | Russland            | 1:14,88 min |
| 8     | Sanneke de Neeling   | Niederlande         | 1:14,95 min |
| 9     | Olga Fatkulina       | Russland            | 1:15,09 min |
| 10    | Li Qishi             | Volksrepublik China | 1:15,55 min |

Datum: 9. Februar 2019
Die mehrmalige Weltmeisterin Brittany Bowe stand nach drei Jahren wieder auf dem Podest einer Einzelstrecken-WM. Sie schlug Nao Kodaira im direkten Duell um mehr als eine Sekunde. Auch die im letzten Lauf startende Vanessa Herzog verpasste Bowes Zeit deutlich, gewann aber ihre zweite Medaille bei dieser WM.

#### 1500 Meter
| Platz | Name                   | Land               | Zeit        |
| ----- | ---------------------- | ------------------ | ----------- |
| 1     | Ireen Wüst             | Niederlande        | 1:52,81 min |
| 2     | Miho Takagi            | Japan              | 1:53,32 min |
| 3     | Brittany Bowe          | Vereinigte Staaten | 1:53,36 min |
| 4     | Jekaterina Schichowa   | Russland           | 1:53,41 min |
| 5     | Antoinette de Jong     | Niederlande        | 1:53,76 min |
| 6     | Melissa Wijfje         | Niederlande        | 1:54,50 min |
| 7     | Jewgenija Lalenkowa    | Russland           | 1:54,94 min |
| 8     | Francesca Lollobrigida | Italien            | 1:55,15 min |
| 9     | Jelisaweta Kaselina    | Russland           | 1:56,11 min |
| 10    | Noemi Bonazza          | Italien            | 1:56,14 min |

Datum: 10. Februar 2019
Im zehnten von zwölf Paaren stellte Ireen Wüst einen Streckenrekord auf, an den weder Miho Takagi im elften noch Brittany Bowe im zwölften Lauf herankamen. Wüst widmete den Titel ihrer einen Monat zuvor verstorbenen früheren Teamkollegin Paulien van Deutekom.

#### 3000 Meter
| Platz | Name                | Land        | Zeit        |
| ----- | ------------------- | ----------- | ----------- |
| 1     | Martina Sáblíková   | Tschechien  | 3:58,91 min |
| 2     | Antoinette de Jong  | Niederlande | 3:59,41 min |
| 3     | Natalja Woronina    | Russland    | 3:59,99 min |
| 4     | Carlijn Achtereekte | Niederlande | 4:00,47 min |
| 5     | Ireen Wüst          | Niederlande | 4:01,45 min |
| 6     | Miho Takagi         | Japan       | 4:02,17 min |
| 7     | Isabelle Weidemann  | Kanada      | 4:03,49 min |
| 8     | Jewgenija Lalenkowa | Russland    | 4:03,57 min |
| 9     | Maryna Sujewa       | Belarus     | 4:05,39 min |
| 10    | Jelena Sochrjakowa  | Russland    | 4:06,48 min |

Datum: 7. Februar 2019
Bereits im dritten von zehn Paaren verbesserte Carlijn Achtereekte den seit 2016 gültigen Streckenrekord von Martina Sáblíková. Drei weitere Läuferinnen waren noch schneller als Achtereekte: Zunächst übernahm Antoinette de Jong die Führung, ehe Sáblíková im letzten Paar die Zeit der Niederländerin um eine halbe Sekunde unterbot. Sie war dabei anfangs langsamer als de Jongs Vergleichsmarke, lief aber konstante Rundenzeiten unter 32 Sekunden, was für die Goldmedaille ausreichte.

#### 5000 Meter
| Platz | Name               | Land        | Zeit        |
| ----- | ------------------ | ----------- | ----------- |
| 1     | Martina Sáblíková  | Tschechien  | 6:44,85 min |
| 2     | Esmee Visser       | Niederlande | 6:46,14 min |
| 3     | Natalja Woronina   | Russland    | 6:50,39 min |
| 4     | Isabelle Weidemann | Kanada      | 6:56,13 min |
| 5     | Carien Kleibeuker  | Niederlande | 6:56,47 min |
| 6     | Ivanie Blondin     | Kanada      | 6:56,73 min |
| 7     | Claudia Pechstein  | Deutschland | 7:00,90 min |
| 8     | Jelena Sochrjakowa | Russland    | 7:04,60 min |
| 9     | Maryna Sujewa      | Belarus     | 7:04,71 min |
| 10    | Nene Sakai         | Japan       | 7:08,59 min |

Datum: 9. Februar 2019
Seit 2007 hatte Martina Sáblíková jedes ihrer neun WM-Rennen über 5000 Meter gewonnen, bei den Olympischen Spielen 2018 war sie aber – mit Rückenproblemen – von der neun Jahre jüngeren Esmee Visser geschlagen worden. Visser verbesserte in Inzell im vierten von sechs Läufen Sáblíkovás acht Jahre gültigen Streckenrekord deutlich um fast fünf Sekunden, im fünften Lauf blieb auch Natalja Woronina unter der alten Bestleistung. Sáblíková, die im letzten Paar gegen Ivanie Blondin antrat, orientierte sich an Vissers Zeiten und konnte insbesondere in der letzten Runde einen Vorsprung auf ihre jüngere Konkurrentin herauslaufen. Sie gewann damit ihren insgesamt 19. Weltmeistertitel.
Claudia Pechstein erreichte als Siebte das einzige Top-Ten-Ergebnis für die deutschen Frauen bei der Heim-WM in Inzell. Sie lief die gleiche Zeit wie 2011, als sie die Bronzemedaille über die 5000 Meter gewonnen hatte.

#### Massenstart
| Platz | Name                   | Land                | Punkte | Zeit        |
| ----- | ---------------------- | ------------------- | ------ | ----------- |
| 1     | Irene Schouten         | Niederlande         | 60     | 8:27,84 min |
| 2     | Ivanie Blondin         | Kanada              | 40     | 8:28,46 min |
| 3     | Jelisaweta Kaselina    | Russland            | 20     | 8:29,29 min |
| 4     | Francesca Lollobrigida | Italien             | 10     | 8:29,54 min |
| 5     | Ayano Satō             | Japan               | 6      | 8:29,66 min |
| 6     | Elena Møller Rigas     | Dänemark            | 5      | 8:43,95 min |
| 7     | Yin Qi                 | Volksrepublik China | 5      | 8:50,24 min |
| 8     | Mia Kilburg-Manganello | Vereinigte Staaten  | 3      | 8:30,32 min |
| 9     | Magdalena Czyszczoń    | Polen               | 3      | 8:51,89 min |
| 10    | Melissa Wijfje         | Japan               | 2      | 8:32,03 min |

Datum: 10. Februar 2019
In der vorletzten Runde verschärfte Ivanie Blondin das Tempo. Irene Schouten konnte mitziehen, übernahm eingangs der Schlussrunde die Führung und gab diese nicht mehr ab.

#### Teamsprint
| Platz | Name                                               | Land                | Zeit        |
| ----- | -------------------------------------------------- | ------------------- | ----------- |
| 1     | Janine Smit Letitia de Jong Jutta Leerdam          | Niederlande         | 1:26,29 min |
| 2     | Kaylin Irvine Heather McLean Kali Christ           | Kanada              | 1:27,21 min |
| 3     | Olga Fatkulina Angelina Golikowa Darja Katschanowa | Russland            | 1:27,26 min |
| 4     | Yvonne Daldossi Francesca Bettrone Noemi Bonazza   | Italien             | 1:28,18 min |
| 5     | Li Qishi Zhao Xin Jin Jingzhu                      | Volksrepublik China | 1:29,15 min |
| 6     | Kim Min-sun Park Ji-woo Kim Hyun-yung              | Südkorea            | 1:29,83 min |
| 7     | Hege Bøkko Anne Gulbrandsen Martine Ripsrud        | Norwegen            | 1:30,56 min |

Datum: 7. Februar 2019
Der Teamsprint der Frauen eröffnete das WM-Programm. Im dritten Paar schlugen die Kanadierinnen die favorisierten Russinnen um fünf Hundertstelsekunden, im abschließenden Duell war das Team der Niederlande um eine knappe Sekunde schneller und gewann damit die erste WM-Goldmedaille 2019.

#### Teamverfolgung
| Platz | Name                                                     | Land                | Zeit        |
| ----- | -------------------------------------------------------- | ------------------- | ----------- |
| 1     | Miho Takagi Nana Takagi Ayano Satō                       | Japan               | 2:55,78 min |
| 2     | Ireen Wüst Antoinette de Jong Joy Beune                  | Niederlande         | 2:56,20 min |
| 3     | Jewgenija Lalenkowa Natalja Woronina Jelisaweta Kaselina | Russland            | 2:57,72 min |
| 4     | Ivanie Blondin Isabelle Weidemann Valérie Maltais        | Kanada              | 2:58,30 min |
| 5     | Li Dan Han Mei Yin Qi                                    | Volksrepublik China | 3:04,07 min |
| 6     | Natalia Czerwonka Magdalena Czyszczoń Karolina Bosiek    | Polen               | 3:05,33 min |
| 7     | Mia Kilburg-Manganello Carlijn Schoutens Kimi Goetz      | Vereinigte Staaten  | 3:06,00 min |
| 8     | Francesca Lollobrigida Francesca Bettrone Noemi Bonazza  | Italien             | 3:07,87 min |

Datum: 8. Februar 2019
Am Tag des Wettbewerbs kamen die Niederländerinnen erstmals in der Konstellation Wüst/de Jong/Beune zusammen und beendeten das Rennen auf dem zweiten Platz. Sie gewannen die Silbermedaille mit etwa vier Zehntelsekunden Rückstand auf die Japanerinnen, die in dieser Aufstellung 2018 Olympiasieger geworden waren. Trotz des Sieges war der japanische Nationaltrainer Johan de Wit unzufrieden mit dem Rennverlauf, da sein Team kein gleichmäßiges Tempo gelaufen sei.

### Männer

#### 500 Meter
| Platz | Name                        | Land                | Zeit    |
| ----- | --------------------------- | ------------------- | ------- |
| 1     | Ruslan Muraschow            | Russland            | 34,22 s |
| 2     | Håvard Holmefjord Lorentzen | Norwegen            | 34,35 s |
| 3     | Wiktor Muschtakow           | Russland            | 34,43 s |
| 4     | Cha Min-kyu                 | Südkorea            | 34,44 s |
| 5     | Yuma Murakami               | Japan               | 34,47 s |
| 6     | Ronald Mulder               | Niederlande         | 34,50 s |
| 7     | Pawel Kulischnikow          | Russland            | 34,53 s |
| 8     | Dai Dai Ntab                | Niederlande         | 34,55 s |
| 9     | Gao Tingyu                  | Volksrepublik China | 34,59 s |
| 10    | Jan Smeekens                | Niederlande         | 34,68 s |

Datum: 8. Februar 2019
Im achten von zwölf Paaren stellte Ruslan Maraschow aus Russland einen neuen Streckenrekord auf, der bis zum Ende des Wettkampfs als Bestmarke hielt. Maraschows Landsmann Pawel Kulischnikow, der als Mitfavorit im letzten Paar an den Start ging, verpasste mit 34,53 Sekunden um eine Zehntelsekunde – zugleich um vier Plätze – die Medaillenränge.

#### 1000 Meter
| Platz | Name                        | Land        | Zeit        |
| ----- | --------------------------- | ----------- | ----------- |
| 1     | Kai Verbij                  | Niederlande | 1:07,39 min |
| 2     | Thomas Krol                 | Niederlande | 1:07,67 min |
| 3     | Kjeld Nuis                  | Niederlande | 1:07,81 min |
| 4     | Håvard Holmefjord Lorentzen | Norwegen    | 1:07,85 min |
| 5     | Denis Juskow                | Russland    | 1:08,10 min |
| 6     | Pawel Kulischnikow          | Russland    | 1:08,13 min |
| 7     | Wiktor Muschtakow           | Russland    | 1:08,38 min |
| 8     | Nico Ihle                   | Deutschland | 1:08,40 min |
| 9     | Masaya Yamada               | Japan       | 1:08,49 min |
| 10    | Yuto Fujino                 | Japan       | 1:08,56 min |

Datum: 9. Februar 2019
Für den einzigen Dreifacherfolg eines Landes bei dieser Weltmeisterschaft sorgten die Niederländer. Als erster der drei lief Thomas Krol im zehnten von zwölf Paaren Streckenrekord. Der mit ihm befreundete Kai Verbij unterbot Krols Zeit kurz danach um drei Zehntelsekunden. Im abschließenden Duell trat der amtierende Weltmeister (und Olympiasieger) Kjeld Nuis gegen Pawel Kulischnikow – 1000-Meter-Weltmeister von 2016 – an. Beiden gelang es nicht, die Zeiten von Verbij und Krol zu erreichen; Nuis gab nach dem Wettkampf an, er habe sich zu sehr auf Kulischnikow und zu wenig auf seine Technik konzentriert.

#### 1500 Meter
| Platz | Name                     | Land                | Zeit        |
| ----- | ------------------------ | ------------------- | ----------- |
| 1     | Thomas Krol              | Niederlande         | 1:42,58 min |
| 2     | Sverre Lunde Pedersen    | Norwegen            | 1:43,16 min |
| 3     | Denis Juskow             | Russland            | 1:43,20 min |
| 4     | Seitaro Ichinohe         | Japan               | 1:43,54 min |
| 5     | Kjeld Nuis               | Niederlande         | 1:43,60 min |
| 6     | Ning Zhongyan            | Volksrepublik China | 1:44,27 min |
| 7     | Patrick Roest            | Niederlande         | 1:44,97 min |
| 8     | Joey Mantia              | Vereinigte Staaten  | 1:45,24 min |
| 9     | Antoine Gélinas-Beaulieu | Kanada              | 1:45,26 min |
| 10    | Masaya Yamada            | Japan               | 1:45,26 min |

Datum: 10. Februar 2019
Im siebten von zwölf Läufen stellte Sverre Lunde Pedersen einen neuen Bahnrekord auf. Drei Paare später verbesserte Thomas Krol – im Duell mit Denis Juskow – Pedersens Zeit um sechs Zehntelsekunden. Krol gab an, er habe Sorge gehabt, sich (wie im 1000-Meter-Rennen, als Kai Verbij ihn noch übertraf) zu früh zu freuen, tatsächlich gelang es aber keinem der verbliebenen vier Athleten, in die Medaillenränge zu laufen.

#### 5000 Meter
| Platz | Name                  | Land        | Zeit        |
| ----- | --------------------- | ----------- | ----------- |
| 1     | Sverre Lunde Pedersen | Norwegen    | 6:07,16 min |
| 2     | Patrick Roest         | Niederlande | 6:11,70 min |
| 3     | Sven Kramer           | Niederlande | 6:12,53 min |
| 4     | Alexander Rumjanzew   | Russland    | 6:13,75 min |
| 5     | Ted-Jan Bloemen       | Kanada      | 6:13,79 min |
| 6     | Patrick Beckert       | Deutschland | 6:15,76 min |
| 7     | Sergei Trofimow       | Russland    | 6:16,10 min |
| 8     | Danila Semerikow      | Russland    | 6:16,59 min |
| 9     | Jordan Belchos        | Kanada      | 6:18,06 min |
| 10    | Peter Michael         | Neuseeland  | 6:19,35 min |

Datum: 7. Februar 2019
Der 32-jährige Sven Kramer, der die letzten fünf WM-Titel auf der 5000-Meter-Distanz gewonnen hatte, wurde von den sechs beziehungsweise neun Jahre jüngeren Sverre Lunde Pedersen und Patrick Roest geschlagen. Kramer setzte seine Zeit als erster der drei Medaillengewinner im siebten von zehn Paaren. Mit 6:12,53 Minuten verpasste er seinen eigenen Bahnrekord von 2010 um anderthalb Sekunden. Im vorletzten Lauf unterbot Pedersen diese Bestmarke deutlich. Der zum Abschluss im Duell mit Patrick Beckert laufende Roest war in den ersten Runden schneller als Pedersen, fiel aber in der zweiten Hälfte des Wettkampfs klar hinter den Norweger zurück. Pedersen wurde somit zum erst zweiten nicht-niederländischen 5000-Meter-Weltmeister nach Chad Hedrick 2004 und 2005.

#### 10.000 Meter
| Platz | Name                | Land        | Zeit         |
| ----- | ------------------- | ----------- | ------------ |
| 1     | Jorrit Bergsma      | Niederlande | 12:52,92 min |
| 2     | Patrick Roest       | Niederlande | 12:53,34 min |
| 3     | Danila Semerikow    | Russland    | 12:57,40 min |
| 4     | Patrick Beckert     | Deutschland | 12:57,40 min |
| 5     | Alexander Rumjanzew | Russland    | 12:57,92 min |
| 6     | Davide Ghiotto      | Italien     | 13:04,49 min |
| 7     | Graeme Fish         | Kanada      | 13:05,69 min |
| 8     | Peter Michael       | Neuseeland  | 13:13,72 min |
| 9     | Michele Malfatti    | Italien     | 13:18,37 min |
| 10    | Ole Bjørnsmoen Næss | Norwegen    | 13:18,64 min |

Datum: 9. Februar 2019
Jorrit Bergsma lief im vierten von sechs Paaren ein Rennen, das er selbst als „solide, aber nicht herausragend“ einstufte. Im fünften Lauf setzte sich Patrick Beckert auf den zwischenzeitlichen zweiten Rang. Zum Abschluss liefen Patrick Roest und Danila Semerikow. Roest führte in den ersten sechs Runden das Rennen an, verlor dann aber stückweise Zeit auf Bergsma und lag 400 Meter vor Schluss mehr als zwei Sekunden hinter seinem Teamkollegen zurück. Auf der Schlussrunde holte er mehr als drei Viertel seines Rückstands auf, erreichte Bergsma aber nicht mehr ganz und gewann die Silbermedaille. Semerikow schlug Beckert um zwei Tausendstelsekunden; der Deutsche verpasste somit knapp die einzige Medaille seiner Mannschaft bei der Heim-WM in Inzell.

#### Massenstart
| Platz | Name              | Land               | Punkte | Zeit        |
| ----- | ----------------- | ------------------ | ------ | ----------- |
| 1     | Joey Mantia       | Vereinigte Staaten | 60     | 7:35,66 min |
| 2     | Um Cheon-ho       | Südkorea           | 40     | 7:36,11 min |
| 3     | Chung Jae-won     | Südkorea           | 21     | 7:36,30 min |
| 4     | Andrea Giovannini | Italien            | 12     | 7:36,64 min |
| 5     | Seitaro Ichinohe  | Japan              | 6      | 7:37,40 min |
| 6     | Peter Michael     | Neuseeland         | 6      | 7:49,43 min |
| 7     | Livio Wenger      | Schweiz            | 3      | 7:37,44 min |
| 7     | Danila Semerikow  | Russland           | 3      | 7:37,44 min |
| 9     | Haralds Silovs    | Lettland           | 3      | 7:38,48 min |
| 10    | Felix Maly        | Deutschland        | 2      | 8:02,37 min |

Datum: 10. Februar 2019
Eine Runde vor Schluss griff Bart Swings aus Belgien an, stürzte aber in der vorletzten Kurve. Die nun führenden Südkoreaner Um Cheon-ho und Chung Jae-won behinderten sich auf der Zielgerade gegenseitig, sodass Titelverteidiger Joey Mantia beide überholen und das Rennen gewinnen konnte.

#### Teamsprint
| Platz | Name                                                             | Land                | Zeit        |
| ----- | ---------------------------------------------------------------- | ------------------- | ----------- |
| 1     | Ronald Mulder Kjeld Nuis Kai Verbij                              | Niederlande         | 1:19,05 min |
| 2     | Kim Jun-ho Kim Tae-yun Cha Min-kyu                               | Südkorea            | 1:20,00 min |
| 3     | Pawel Kulischnikow Ruslan Muraschow Wiktor Muschtakow            | Russland            | 1:20,10 min |
| 4     | Nico Ihle Denny Ihle Joel Dufter                                 | Deutschland         | 1:20,59 min |
| 5     | Artur Nogal Artur Waś Piotr Michalski                            | Polen               | 1:22,76 min |
| 6     | Wital Michajlau Ihnat Halawazjuk Aleksej Kirpitschnik            | Belarus             | 1:23,51 min |
| 7     | Wang Shiwei Wu Yu Yang Tao                                       | Volksrepublik China | DSQ         |
| 7     | Håvard Holmefjord Lorentzen Henrik Fagerli Rukke Bjørn Magnussen | Norwegen            | DSQ         |

Datum: 7. Februar 2019
Den erstmals im Rahmen einer WM gelaufenen Teamsprint gewannen die Niederländer um Doppelolympiasieger Kjeld Nuis, der in der dritten Runde finaler Läufer seines Teams war. Im russischen Team fehlte Denis Juskow, der sich auf seine Einzelstarts konzentrierte. Die mitfavorisierte norwegische Mannschaft wurde nach einem Sturz disqualifiziert.

#### Teamverfolgung
| Platz | Name                                                    | Land        | Zeit        |
| ----- | ------------------------------------------------------- | ----------- | ----------- |
| 1     | Sven Kramer Douwe de Vries Marcel Bosker                | Niederlande | 3:38,43 min |
| 2     | Håvard Bøkko Sverre Lunde Pedersen Sindre Henriksen     | Norwegen    | 3:40,80 min |
| 3     | Alexander Rumjanzew Danila Semerikow Sergei Trofimow    | Russland    | 3:41,31 min |
| 4     | Seitaro Ichinohe Ryōsuke Tsuchiya Shane Williamson      | Japan       | 3:41,96 min |
| 5     | Ted-Jan Bloemen Jordan Belchos Antoine Gélinas-Beaulieu | Kanada      | 3:43,04 min |
| 6     | Andrea Giovannini Michele Malfatti Daniel Niero         | Italien     | 3:44,18 min |
| 7     | Kim Min-seok Chung Jae-won Um Cheon-ho                  | Südkorea    | 3:48,83 min |
| 8     | Witali Schtschigolew Demjan Gawrilow Dmitri Morosow     | Kasachstan  | 3:48,88 min |

Datum: 8. Februar 2019
In der elften WM-Teamverfolgung siegten die Niederländer zum zehnten Mal. An der Seite der etablierten Sven Kramer und Douwe de Vries gewann dabei der 22-jährige Marcel Bosker seinen ersten WM-Titel im Erwachsenenbereich. Das norwegische Olympiasiegerteam holte die Silbermedaille vor Russland.